# Bolton High
Bolton High var en civil parish 1866–1887 när det uppgick i Boltons, i grevskapet Cumbria i England. Parish var belägen 7 km från Wigton och hade 272 invånare år 1881. Det inkluderade Boltongate, Mealsgate och Sandale.